# Arruazu
Arruazu ist eine Gemeinde (Municipio) in Navarra in Spanien mit 122 Einwohnern (Stand: 2024).

## Geografie
Arruazu liegt etwa 45 Kilometer westnordwestlich von Pamplona (Iruña) in einer Höhe von ca. 495 m in der baskischsprachigen Zone Navarras. Der Arakil durchschneidet die Gemeinde in Ost-West-Richtung. Durch den Süden der Gemeinde verläuft die Autovía A-10 nach Vitoria-Gasteiz. 

## Bevölkerungsentwicklung
| Jahr        | 1900 | 1950 | 1970 | 1981 | 1991 | 2001 | 2011 | 2021 |
| ----------- | ---- | ---- | ---- | ---- | ---- | ---- | ---- | ---- |
| Einwohner   | 320  | 265  | 182  | 145  | 118  | 101  | 112  | 100  |
| Quelle: INE |      |      |      |      |      |      |      |      |

## Sehenswürdigkeiten

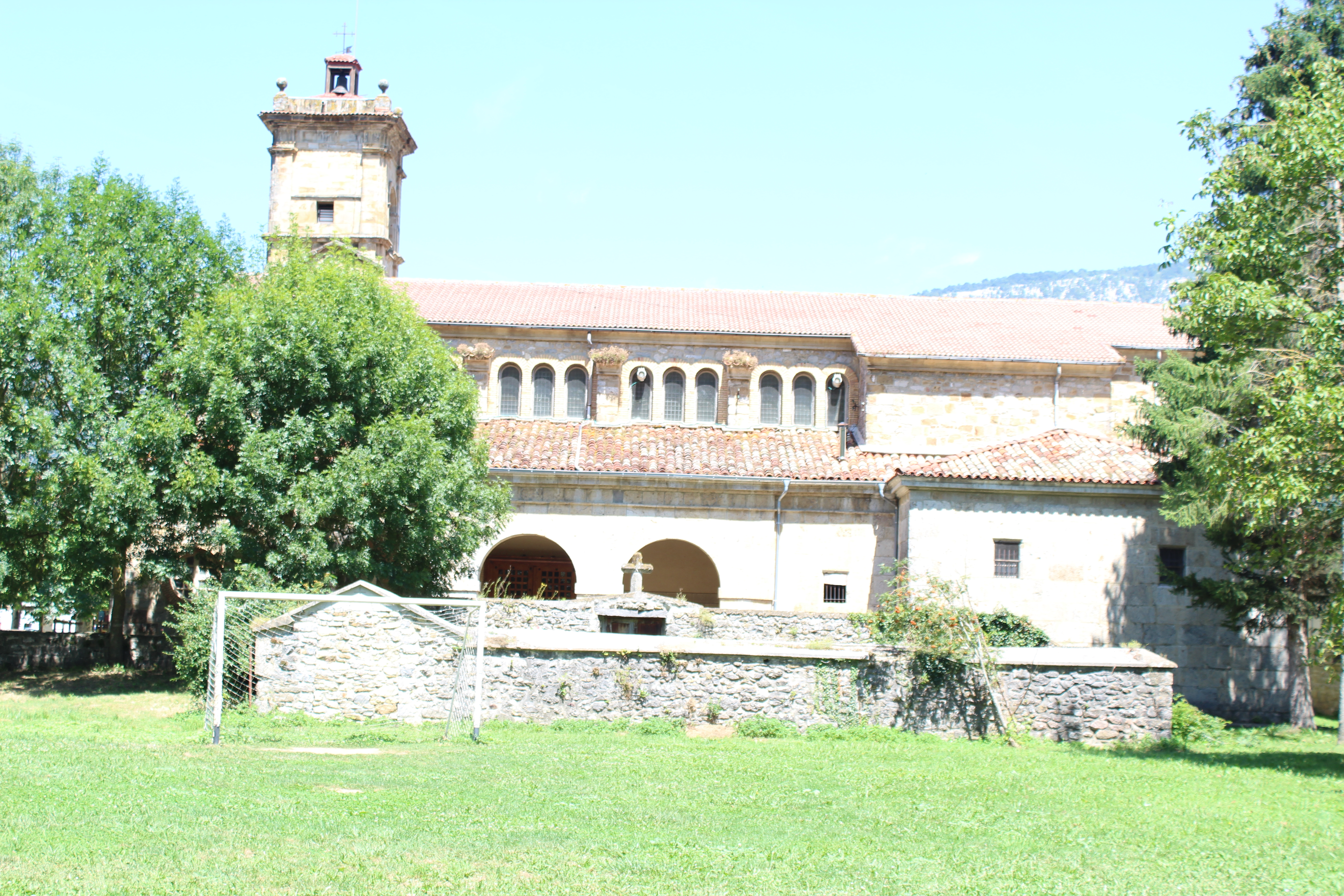
Kirche
- Peterskapelle

- Kirche

## Persönlichkeiten
- José María Satrustegi (1930–2003), Priester und Ethnologe